# Raxibacumab
Le raxibacumab est un médicament utilisé pour traiter et prévenir l'anthrax inhalé.

## Usage médical
Il s'agit d'un anticorps monoclonal qui se lie à une partie de la toxine de Bacillus anthracis.
Le médicament est généralement utilisé en association avec des antibiotiques . Le médicament est administré par injection intraveineuse progressive.

## Effets secondaires
Les effets secondaires de ce médicament comprennent une douleur au site d’injection, des maux de tête, des éruptions cutanées, des démangeaisons ou de la somnolence. D’autres effets secondaires peuvent inclure l’anaphylaxie.

## Histoire
Le médicament a été approuvé pour un usage médical aux États-Unis dans l’année 2012. En Europe, elle a reçu la désignation d'espèce orpheline en 2014. Aux États-Unis, il peut être acquis auprès du Strategic National Stockpile.